# Newfane (Vermont)
Newfane è un comune degli Stati Uniti d'America, situato nello Stato del Vermont e in particolare nella contea di Windham, della quale è il capoluogo.